# Ферб Флетчер
Ферб Фле́тчер (англ. Ferb Fletcher) — сводный брат Финеса и второй главный герой мультсериала студии Disney Television Animation «Финес и Ферб». Это он воплощает в жизнь все улётные задумки Финеса. Делает чертежи и любит цветочки 
(иногда покупает их в «чертёжном рае»).

## Описание
Ферб — единокровный брат Финеса и Кэндес, сын Лоренса Флетчера, родом из Великобритании. В рамках концепции сериала, где образы главных героев должны были быть построены на базе геометрических фигур, Фербу досталась прямоугольная «F»-образная голова и зелёные волосы. Он молчалив, но в конце каждой серии произносит какую-нибудь меткую, мудрую фразу (впрочем, в разрушение своего молчаливого образа в эпизоде «Говорящие с ящером" он произносит зажигательную речь в стиле публичного политика). Знает множество языков (в различных сериях вел переговоры на французском, японском, и даже дельфиньем и марсианском языках), хорошо танцует (серия «Танцы до тошноты»), чемпион по компьютерным играм (показано в эпизоде «Утечка мозгов»). 
В ряде эпизодов показывается, что он отличается силой: когда быстро валит с ног рассердившегося на него здоровяка-хулигана Бьюфорда, или когда ловит и удерживает упавшую с высоты 16-летнюю Ванессу Фуфелшмертц. Линия сюжета сериала про влюблённость Ферба в дочь Хайнца Фуфелшмертца была особо отмечена журналистами, поскольку игравшие их актёры дебютировали в фильме, где их герои так же были влюблены
. 
Дэн Повенмайр говорил на Comic Con в 2009 году, что они, возможно, будут вместе, когда Ферб повзрослеет и разница в возрасте потеряет своё значение, и включил это в сюжет эпизода «Уже не маленький». Обращение Ванесы к Фербу (англ. «Ferbs») в этой серии было признано Дэном Повенмайром в его твиттере полным именем Ферба, после того как на протяжении всего сериала утверждалось, что Ферб — сокращённое имя.
Ещё одна черта Ферба — его джентльменство. Наиболее заметные случаи — его ненавязчивая помощь Ванессе в серии «Ванесенсивный шопинг», или помощь Изабелле, когда та страдает из-за невнимательности Финеса в серии «Лето — твоя пора». В серии «Таддеус и Тор» он даже заявил, что они делают свои невероятные проекты «для девчонок». Вообще он порой ведёт себя в стиле «взрослого» парня, например в серии «Хроники Мипа», когда он, пытаясь произвести впечатление на Ванессу, ведёт отремонтированный им космический корабль как «парень на крутой тачке».
Ферб умеет играть на множестве музыкальных инструментов. Несмотря на его немногословие, в сериале немало песен в его исполнении, а одна из них, песня «Любимый пляж» из эпизода «Убойная вечеринка, или гномы возвращаются», по результатам голосования фанатов сериала заняла третье место в «Музыкальном марафоне Финеса и Ферба».
Предполагается, что через 20 лет Ферб сделает значительную политическую карьеру, поскольку в серии «Квантовый хип-хоп Финеса и Ферба» его мать Линда говорит, что Ферб до сих пор в Кэмп-Дэвиде (загородной резиденции Президента США).

## Создание персонажа
По словам Джефа Марша, молчаливый характер Ферба был взят у его дяди, страдавшего из-за заячей губы, и потому говорившего мало, однако всё, что он говорил, оказывалось мудрым и примечательным.
Его имя было взято у их товарища по имени Фрэнк, занимавшегося строительством декораций и имевшего у себя множество инструментов, которому жена по его желанию дала такое прозвище
.
В пилотном эпизоде «Американские горки» Ферба озвучивал Митчел Муссо, однако создателям так понравился его голос, что они специально для него решили расширить роль Джереми Джонсона, а для Ферба взять другого актёра, которым и стал Томас Броди Сэнгстер. Он озвучивал Ферба дистанционно, находясь в Англии.
Озвучивание на русском языке:
- Михаил Борисов[источник не указан 446 дней]
- Александр Горчилин[источник не указан 446 дней]
- Дмитрий Череватенко[источник не указан 446 дней]

### Комментарии
1. ↑  В интервью изданию «GeekDad» Дэн Повенмайр сказал, что, придумывая приключения, которые выбирают себе Финес и Ферб, ориентировался на интересы 9-летнего мальчика[2], а в пресс-релизе «Дисней» отмечалось, что возможность сделать братьев одновозрастными и в то же время не близнецами была одним из аргументов в пользу того, чтобы объявить их сводными[3], кроме того, через 10 лет, в серии «Act Your Age» братья закончили последний, 12-й класс школы, и собрались поступать в колледж, что в США обычно происходит в возрасте 18-19 лет.
2. ↑  Что «Ферб» это краткое имя, он говорит Ванессе в серии «Ванессесивный шоппинг» 2 сезона, после чего Ванесса безуспешно пытается узнать полное имя Ферба у Кендэс в серии «Лето твоя пора!» того же сезона.